# Campionati statunitensi di sci alpino 1973
Ai Campionati statunitensi di sci alpino 1973 furono assegnati i titoli di discesa libera, slalom gigante, slalom speciale e combinata, sia maschili sia femminili.

## Risultati
| Specialità      | Uomini       | Donne                         |
| --------------- | ------------ | ----------------------------- |
| Discesa libera  | ?            | Cindy Nelson                  |
| Slalom gigante  | Dave Currier | Debi Handley                  |
| Slalom speciale | ?            | Lindy Cochran                 |
| Combinata       | Dave Currier | Marilyn Cochran Susie Corrock |